# Сонячна електростанція PS10

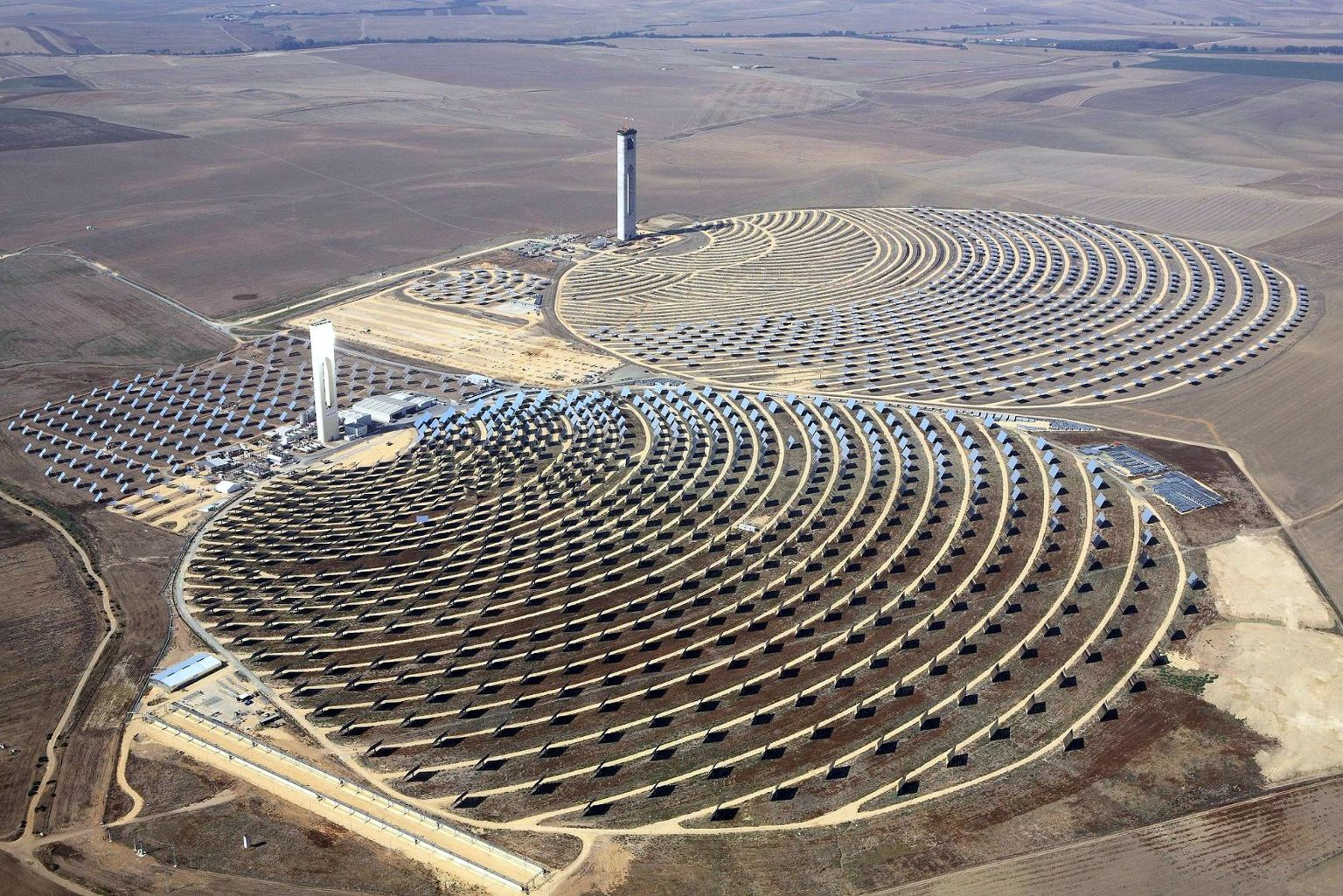
Електростанції PS10 та PS20.

Геліоелектростанція PS10 (ісп. Planta Solar 10) — перша в Європі комерційна геліоелектростанція. Розташована неподалік Севільї в Андалусії, Іспанія. Запущена в експлуатацію 2007 р. після чотирьох років будівництва. Вартість станції становить €35 мільйонів, а максимальна потужність — до 11 МВт, яка досягається завдяки 624 рухомим дзеркалам (т. зв. геліостати).